# Sphaeroderma rubidum
Sphaeroderma rubidum är en skalbaggsart som först beskrevs av Graëlls 1858.  Sphaeroderma rubidum ingår i släktet Sphaeroderma, och familjen bladbaggar. Arten är reproducerande i Sverige.

## Bildgalleri

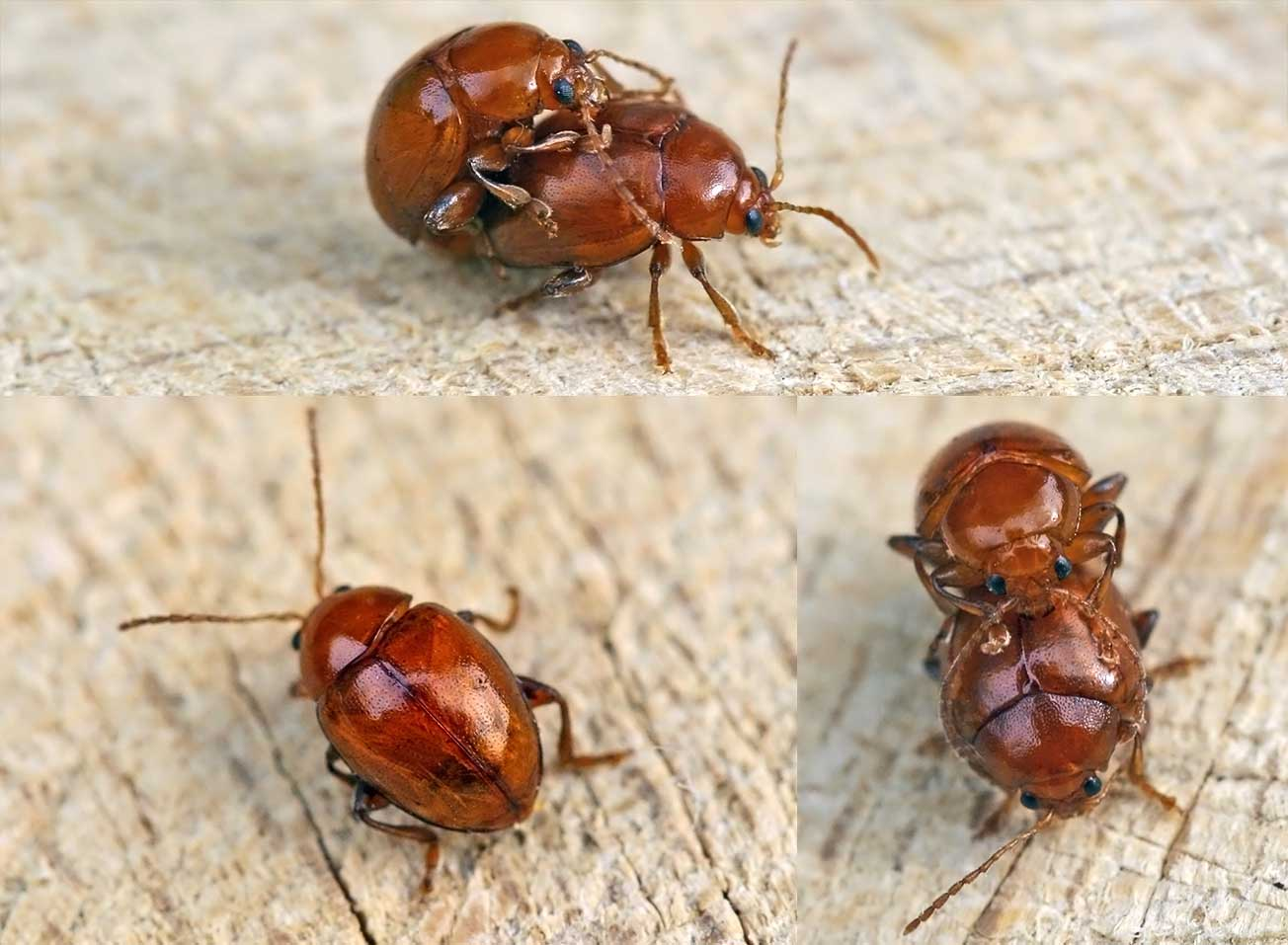